# Giocatori che hanno corso 2000 yard in una stagione della NFL

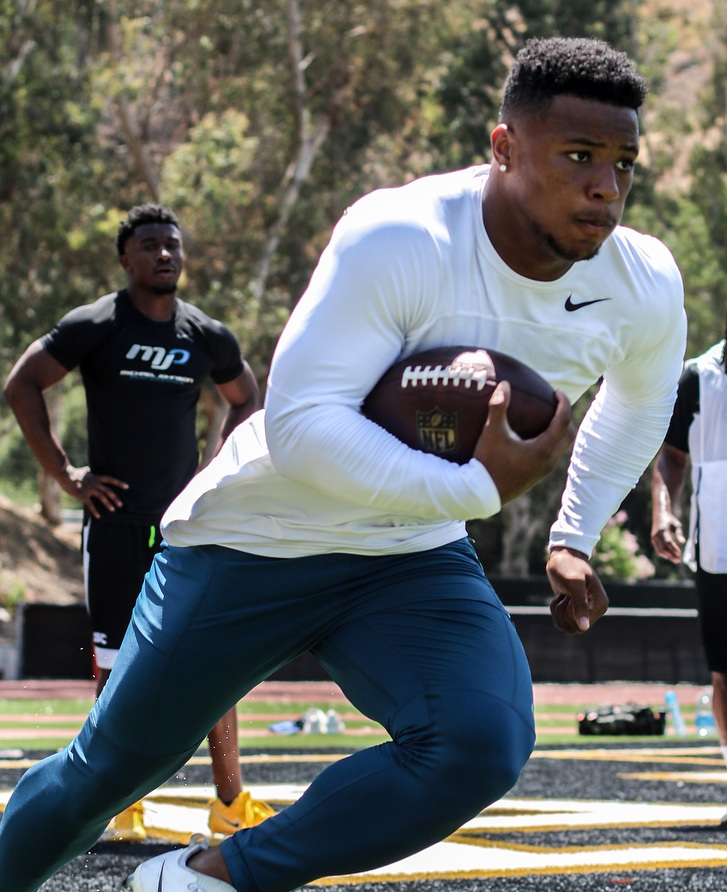
Saquon Barkley è stato l'ultimo giocatore a correre 2000 yard in una stagione

Nella National Football League ci sono stati nove running back nella storia della lega ad aver corso almeno 2.000 yard in una singola stagione. O.J. Simpson dei Buffalo Bills fu il primo giocatore a compiere questa impresa, correndo 2.003 yard nel 1973. Simpson è l'unico giocatore ad aver raggiunto questo traguardo in una stagione da 14 partite, mentre gli altri otto giocatori le hanno corse tutti in una stagione da 16 e 17 partite (con la media di yard corse a partita nel 1973, Simpson ne avrebbe corse 2.289 in una stagione da 16 gare e 2.432 in una stagione da 17). L'ultima volta che un giocatore ha raggiunto questa cifra è stata nel 2024 da parte di Saquon Barkley dei Philadelphia Eagles.
Eric Dickerson detiene il record con 2.105 yard corse nel 1984.
In nessuna stagione c'è stato più di un giocatore che ha corso almeno 2.000 yard. L'unica franchigia che ha avuto tra le sue file più di un running back che abbia raggiunto tale cifra sono i Tennessee Titans con Chris Johnson nel 2009 e Derrick Henry nel 2020.
I seguenti nove giocatori hanno corso almeno duemila yard in una stagione:
| Anno | Giocatore       | Squadra             | Yard  |
| ---- | --------------- | ------------------- | ----- |
| 1973 | O.J. Simpson    | Buffalo Bills       | 2.003 |
| 1984 | Eric Dickerson  | Los Angeles Rams    | 2.105 |
| 1997 | Barry Sanders   | Detroit Lions       | 2.053 |
| 1998 | Terrell Davis   | Denver Broncos      | 2.008 |
| 2003 | Jamal Lewis     | Baltimore Ravens    | 2.066 |
| 2009 | Chris Johnson   | Tennessee Titans    | 2.006 |
| 2012 | Adrian Peterson | Minnesota Vikings   | 2.097 |
| 2020 | Derrick Henry   | Tennessee Titans    | 2.027 |
| 2024 | Saquon Barkley  | Philadelphia Eagles | 2.005 |